# Малопургинське сільське поселення
Малопу́ргинське сільське поселення — муніципальне утворення в складі Малопургинського району Удмуртії, Росія. Адміністративний центр — село Мала Пурга.
Населення — 8327 осіб (2015; 8191 в 2012, 8121 в 2010).
До складу поселення входять такі населені пункти:
| Населений пункт        | Населення, осіб (2010) | Населення, осіб (2012) |
| ---------------------- | ---------------------- | ---------------------- |
| Абдульменево, присілок | 95                     | 103                    |
| Курчум-Нор'я, присілок | 273                    | 268                    |
| Курчумський, починок   | 37                     | 47                     |
| Мала Пурга, село       | 7711                   | 7768                   |
| Столярово, присілок    | 5                      | 5                      |

В поселенні діють 3 школи — гімназія та середня (Мала Пурга), початкова (Курчум-Нор'я), 4 садочки («Дзвіночок», «Росинка», «Італмас», «Чебурашка»), школа мистецтв, центр дитячої творчості, центральна районна лікарня, фельдшерсько-акушерський пункт (Курчум-Нор'я), 2 клуби (Мала Пурга, Курчум-Нор'я), 2 бібліотеки (Мала Пурга, Курчум-Нор'я), комплексний центр соціального обслуговування населення, молодіжний центр «Каскад» та ДЮСШ.
Серед промислових підприємств працюють ТОВ «Промінь», молочний цех ЗАТ «Іжмолоко», ТОВ «РОС», ТОВ «Іжліс», РНК «Білкамнафта», ПКФ «Селена» та ВАТ «Мала Пурга».